# Dialisi peritoneale

Dialisi peritoneale
1) Sacca per dialisi
2) Catetere
3) Peritoneo
4) Cavità addominale

La dialisi peritoneale è una terapia fisica adottata per il trattamento dell'insufficienza renale cronica avanzata in fase uremica: permette il processo di depurazione del sangue che avviene all'interno dell'organismo sfruttando come membrana dializzante il peritoneo. La dialisi peritoneale è una metodica dialitica che consente al paziente di gestire la terapia dialitica al suo domicilio sempre sotto il controllo e la supervisione del team medico e infermieristico del Centro Dialisi di riferimento. Se per la dialisi extracorporea è necessario disporre in via preliminare di un accesso vascolare che fornisca il sangue necessario al trattamento emodialitico, così la dialisi peritoneale necessita di un dispositivo che metta in comunicazione il mondo esterno (ossia la sacca con il liquido dializzante al suo interno) con la cavità addominale

## Funzionamento
Essa si fonda sulla ampia vascolarizzazione della membrana del peritoneo. Questo tipo di dialisi si esegue generalmente a domicilio dopo aver effettuato un periodo di addestramento del paziente incidente presso il centro dialisi di pertinenza.
Nella sua applicazione più elementare la tecnica è semplice: una sacca di soluzione dializzante (di norma 2 litri) viene immessa nell'addome dall'alto "per caduta" tramite un catetere permanente, creando le condizioni per un lento riequilibrio per mezzo degli stessi meccanismi che governano la emodialisi extracorporea.
Trascorse 4-5 ore, il liquido viene quindi convogliato sempre per caduta (assieme alle sostanze tossiche che in esso si sono accumulate) in un'apposita sacca di scarico e il ciclo riprende con una nuova sacca di soluzione dializzante. Questo processo prende lì nome di "scambio" in quanto il paziente toglie il liquido connettendo una sacca al catetere e quindi connette una sacca con liquido "pulito" e riempie il peritoneo. Questo metodo prende il nome di dialisi peritoneale continua ambulatoriale (Continuous Ambulatory Peritoneal Dialysis – CAPD).
Una variante del trattamento viene effettuata di notte, mentre il soggetto dorme, con apposite macchine automatiche dette Cycler (Dialisi peritoneale notturna continua o Continuous Cyclic Peritoneal Dialysis – CCPD). L'apparecchiatura gestisce automaticamente gli scambi, con un totale di 15-20 litri di soluzione dializzata, rispettando uno schema personalizzabile da caso a caso.

### Catetere peritoneale
Preliminare all'inizio del trattamento dialitico peritoneale è il posizionamento chirurgico nella cavità addominale del catetere peritoneale. Questa comunicazione viene da un tubicino in silicone detto catetere peritoneale che può essere posizionato chirurgicamente per via laparotomica o laparoscopica. Il catetere peritoneale è quindi il tramite che permette di caricare la soluzione dializzante nell'addome del paziente o alternativamente dopo un periodo di sosta intraddominale drenarla. Esistono molti tipi di catetere peritoneale ma tutti fondamentalmente si ispirano al catetere introdotto dal dottor Tenckhoff nel 1968. Questo dispositivo presenta:
- una parte distale intraperitoneale dotata di fori laterali e un foro centrale, che viene indirizzata verso la parte inferiore dell'addome dove per gravità tenderà a situarsi la soluzione dializzante;
- una porzione intermedia che fuoriuscendo dalla cavità peritoneale attraversa la parte muscolare e adiposa sottocutanea della parete addominale;
- una parte prossimale che tramite un tunnel sottocutaneo fuoriesce dalla cute ed è disponibile per la connessione tramite un apposito set di raccordo con la sacca per dialisi.

Il catetere presenta in genere due piccole cuffie in dacron che hanno lo scopo, stimolando il processo di fibrosi, di ancorare il catetere alla parete addominale impedendo che incongrue trazioni portino all'avulsione accidentale del catetere stesso. Una di esse è extraperitoneale prossima all'ingresso del catetere nella cavità addominale ed una lungo il tunnel sottocutaneo del catetere prossima alla sua uscita dalla cute ad una distanza di circa 2 cm da questa.

## Effetti sulla salute
La dialisi peritoneale è meno efficace nel rimuovere i rifiuti dal corpo rispetto all'emodialisi e la presenza del tubo presenta un rischio di peritonite a causa del potenziale di introduzione di batteri nell'addome. Non ci sono prove sufficienti per essere chiari sul miglior trattamento per la peritonite associata a dialisi peritoneale, sebbene l'infusione diretta di antibiotici nel peritoneo sembri offrire un leggero vantaggio sulla via di somministrazione endovenosa; non vi è alcun chiaro vantaggio per altri trattamenti frequentemente utilizzati come il lavaggio peritoneale di routine o l'uso di urokinase. L'uso della mupirocina nasale preventiva ha effetti poco chiari rispetto alla peritonite. Le infezioni possono essere frequenti quanto una volta ogni 15 mesi (0,8 episodi per anno paziente). Rispetto all'emodialisi, la PD consente una maggiore mobilità del paziente, produce meno oscillazioni dei sintomi a causa della sua natura continua e i composti del fosfato vengono rimossi meglio, ma vengono rimosse grandi quantità di albumina che richiedono un monitoraggio costante dello stato nutrizionale. I costi della PD sono generalmente inferiori a quelli della MH nella maggior parte del mondo, questo vantaggio di costo è più evidente nelle economie sviluppate. La ricerca è insufficiente per confrontare adeguatamente i rischi e i benefici tra CAPD e APD; una revisione Cochrane di tre piccoli studi clinici non ha riscontrato differenze nei risultati clinicamente importanti (cioè morbilità o mortalità) per i pazienti con malattia renale allo stadio terminale, né vi è stato alcun vantaggio nel preservare la funzionalità dei reni. I risultati suggeriscono che l'APD può avere vantaggi psicosociali per i pazienti più giovani e per coloro che sono impiegati o perseguono un'istruzione.
Altre complicazioni includono ipotensione (dovuta a eccesso di scambio di liquidi e rimozione del sodio), lombalgia ed ernia o perdita di liquido a causa dell'alta pressione all'interno dell'addome. La PD può anche essere usata per i pazienti con instabilità cardiaca poiché non provoca alterazioni rapide e significative dei fluidi corporei e per i pazienti con diabete mellito insulino-dipendente a causa dell'incapacità di controllare i livelli di zucchero nel sangue attraverso il catetere. L'ipertrigliceridemia e l'obesità sono fonte di preoccupazioni a causa dell'elevato volume di glucosio nel fluido, che può aggiungere 500-1200 calorie alla dieta al giorno. Dei tre tipi di connessione e sistemi di scambio di fluidi (standard, doppia sacca e serie y; le ultime due che coinvolgono due sacche e una sola connessione al catetere, la serie y utilizza una singola connessione a forma di y tra le sacche che coinvolgono svuotando, svuotando e riempiendo il peritoneo attraverso la stessa connessione) i sistemi a doppia sacca e Y-set sono stati trovati superiori ai sistemi convenzionali per prevenire la peritonite.
La dialisi peritoneale presenta molte differenze rispetto alla dialisi extracorporea. La dialisi extracorporea si caratterizza per una altissima efficienza depurativa ed ultrafiltativa per unità di tempo impegnando nel trattamento 12 ore alla settimana in media (4 ore x 3/settimana).Il tempo di trattamento effettivo è pari quindi al 7% delle ore settimanali. Ne deriva che il paziente giunge in Centro Emodialisi iperidrato e con un sangue saturo di scorie; al termine del trattamento emodialitico i valori ematici delle tossine uremiche sono molti bassi per poi risalire nelle ore successive fino ai valori elevati con i quali il paziente si presenta al trattamento emodialitico successivo. Anche la rimozione di fluidi è rapida essendo distribuita in 4 ore. Se volessimo graficare la concentrazione di soluti nel sangue durante la settimane noteremmo un andamento a denti di sega con picchi predialitici e valli immediatamente postdialitiche. La dialisi peritoneale si presenta come un trattamento depurativo e ultrafiltrativo a bassa efficienza per unità di tempo per la CAPD e medio-bassa per la CCPD. Ma la CAPD in un paziente che esegue 4 scambi/die consente depurazione e ultrafiltrazione per tutte le 168 ore della settimana e la CCPD, ipotizzando un trattamento di 8 ore per 7 giorni alla settimana,esplica la sua azione 56 ore a settimana pari al 33% del le ore settimanali. In altre parole ciò che la dialisi peritoneale perde in efficienza per unità di tempo lo guadagna essendo spalmata su tempi enormemente più lunghi rispetto alla emodialisi. Questa caratteristica della dialisi peritoneale consente di depurare non solo il sangue ma anche interstizio e ambiente intracellulare con rebounds di concentrazione delle scorie nel sangue nulli in CAPD e molto meno amplificati in CCPD.

## Metodologia dialitica peritoneale
Le migliori pratiche per la dialisi peritoneale affermano che prima di implementare la dialisi peritoneale, è necessario valutare la comprensione della persona del processo e dei sistemi di supporto, con un'istruzione su come prendersi cura del catetere e per colmare eventuali lacune nella comprensione che possono esistere. La persona dovrebbe ricevere un monitoraggio continuo per garantire un'adeguata dialisi ed essere regolarmente valutata per le complicanze. Infine, dovrebbero essere istruiti sull'importanza del controllo delle infezioni e stabilire un regime medico adeguato con la loro cooperazione.
L'addome viene pulito in preparazione all'intervento chirurgico e un catetere viene inserito chirurgicamente con un'estremità nell'addome e l'altra sporgente dalla pelle. Prima di ogni infusione, il catetere deve essere pulito e fluire dentro e fuori dall'addome testato. Due-tre litri di liquido per dialisi vengono introdotti nell'addome in dieci /quindici minuti.

## Differenze fra emodialisi e dialisi peritoneale
Le due metodiche sono ugualmente efficaci, pur presentando caratteristiche diverse: con la prima è possibile ottenere una depurazione in tempi rapidi (3-4 ore) offrendo la possibilità di modificare velocemente la composizione dei soluti e di rimuovere altrettanto velocemente l'eccesso d'acqua; con la seconda gli scambi avvengono in maniera graduale e continua nell'arco delle 24 ore. Per queste caratteristiche l'emodialisi è il trattamento d'elezione nell'insufficienza renale acuta, mentre la dialisi peritoneale va riservata ai pazienti instabili dal punto di vista cardiovascolare, ai bambini e ai giovani con diuresi conservata, ai pazienti con accesso vascolare difficile o anche ai soggetti che, dopo un adeguato addestramento, sono in grado di autogestirsi la propria malattia seguendo schemi personalizzati.

## Complicanze
La complicanza più frequente è la peritonite, sostenuta da germi che trovano il loro ingresso attraverso il catetere installato nella cavità addominale (per la non corretta osservanza di norme igieniche nelle manovre di connessione delle sacche) ma talvolta anche sostenuta da germi endogeni. Altra possibile complicanza è l'insorgenza di ernie, dovuta al carico di liquidi in addome.